# Groot Heiligland
Het Groot Heiligland is een straat in de Noord-Hollandse stad Haarlem. De straat is gelegen in het stadsdeel Haarlem-Centrum, wijk Oude Stad en de buurt Heiliglanden. De straat verbindt de Gedempte Oude Gracht met de Gasthuisvest en ligt in het verlengde van de Schagchelstraat, die vanaf de kruising met de Anegang en Warmoesstraat loopt. Parallel aan de straat loopt ten westen het Klein Heiligland. Deze twee straten zijn met elkaar verbonden door middel van de Friesepoort, Omvalspoort, Ravelingsteeg en het Nieuw Heiligland.
De straat is vooral bekend vanwege zijn musea. Onder andere het Frans Halsmuseum en het Museum Haarlem hebben er hun toegang aan de straat.

## Monumenten
Tussen 1608 en 1613 werden aan het eind van de straat, nabij de Gasthuisvest, 20 huurwoningen bij het Sint Elisabeth Gasthuis gebouwd. Deze huisjes waren in de 17de eeuw bedoeld als een soort geldbelegging. Deze vormt een van de vroegste vormen van seriebouw op grote schaal. In 1906 werden acht van de huisjes afgebroken, waarnaar er twaalf overbleven. Na een verbouwing van het Gasthuis in 1931 ging de historische indeling van de huisjes verloren.